# Barceloneta (Puerto Rico)
Barceloneta es un municipio que se encuentra en la región norte del Estado Libre Asociado de Puerto Rico. Fundado en 1881 por el español Bonocio Llensa Feliú porque le traía gratos recuerdos de su tierra natal Barcelona, España. Barceloneta está repartida en 3 barrios y  Barceloneta Pueblo, el centro administrativo y principal pueblo del municipio. Barceloneta es conocida como «La Ciudad de las Piñas», «Ciudad Industrial», «El Pueblo de los Indios» y «El Pueblo de Sixto Escobar».

## Historia
En 1881 se desligaron varios sectores que pertenecían a Manatí, para constituir el pueblo de Barceloneta. Este debe su nombre a un barrio de la ciudad de Barcelona. En 1889 tuvieron que anexarse nuevamente debido a la excesiva carga tributaria.
El 10 noviembre
de 1891 llega a Manatí el trazado de la línea férrea de la primera sección entre San Juan y Manatí del Ferrocarril de Circunvalación de Puerto Rico operada por la Compañía de los Ferrocarriles de Puerto Rico.
Para el 1911, con la isla ahora bajo el gobierno de los Estados Unidos, Barceloneta se constituyó nuevamente como municipio.
En 1971, gran parte del barrio Florida Adentro se convirtió en el municipio de Florida.
Barceloneta, al presente, es un municipio muy industrializado que alberga el complejo de farmacéuticas más grande del mundo,[cita requerida] con más de 14 industrias. Estas compañías eligen establecerse en Barceloneta, entre otras razones, por sus reservas naturales de agua.[cita requerida] El agua en estos suelos es tan pura que requiere de poco tratamiento para uso en la manufactura de productos farmacéuticos.[cita requerida] Además, la aportación de la agricultura a la economía no ha desaparecido del todo. La siembra de piña aún se cuenta entre los renglones más productivos.
La santa patrona del municipio y de la parroquia es Nuestra Señora del Carmen.

Iglesia de Nuestra Señora del Carmen

## Flora y fauna
Barceloneta está localizada en la región Norte de la isla; al norte de Florida, al este de Arecibo y al oeste de Manatí.

### Barrios
- Barceloneta Pueblo
- Garrochales
- Florida Afuera
- Palmas Altas

## Patrimonio

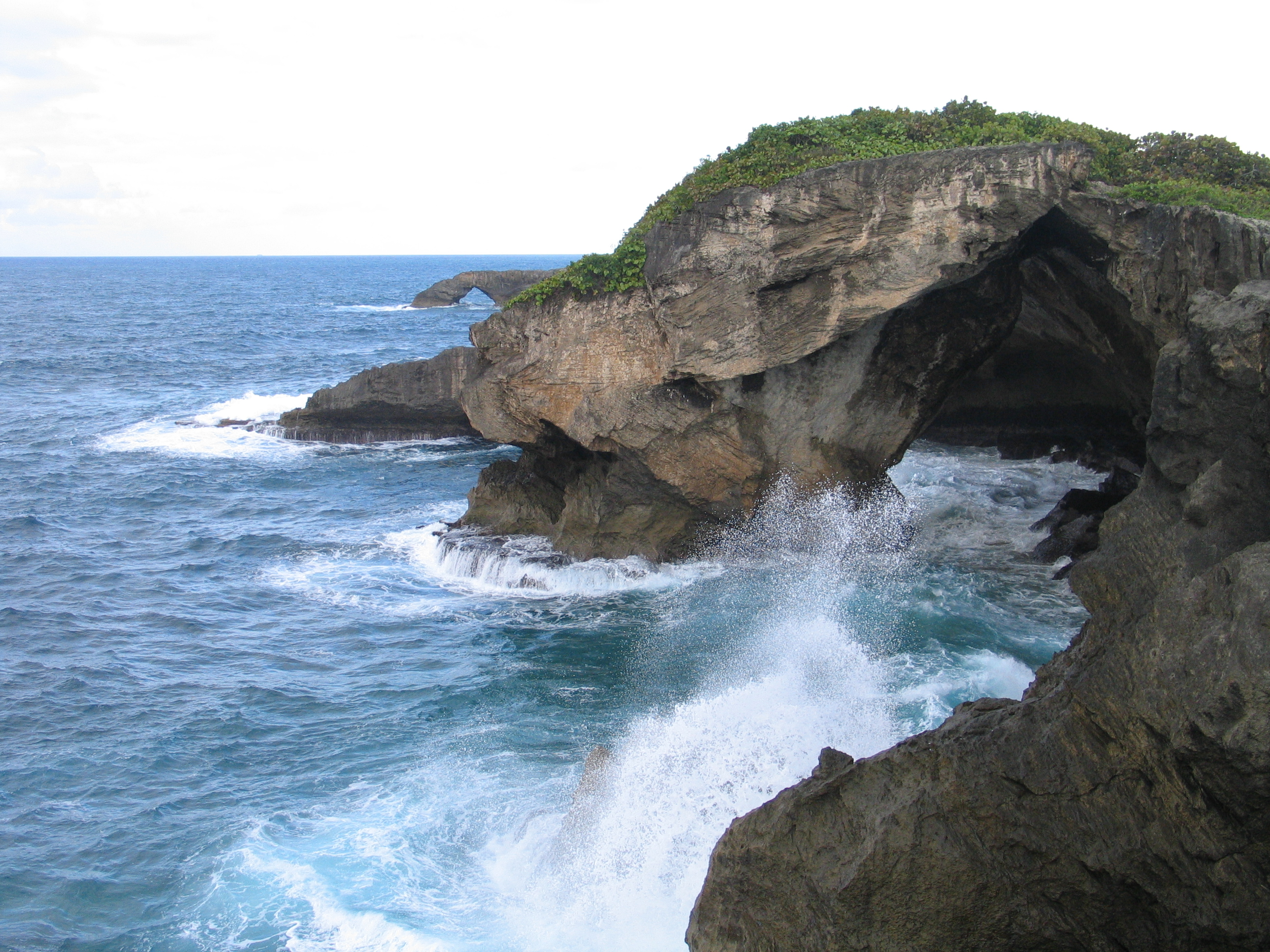
Costa de la Barceloneta

- Ruinas de la Central Plazuela. Central azucarera que llegó a ser la única fuente económica del pueblo a principios del siglo XX.
- Iglesia de Nuestra Señora del Carmen
- Casa Alcaldía
- Plaza El Ancón. Lleva el nombre de un medio de transporte tipo puente que cruzaba sobre el Río Grande de Manatí.
- Desembocadura del Río Grande de Manatí.